# Tundra costera del Ártico
La tundra costera del Ártico es una ecorregión localizada a lo largo de las costas septentrionales de América del Norte por encima del círculo polar ártico. El área es una importante reserva natural para su fauna.

## Geografía
La ecorregión está localizada en las costas norteñas de Alaska y se extiende por el nortoeste de Canadá por la llanura costera del Yukón, la isla de Banks así como por los ríos Anderson, Horton y la costa del Tuktoyaktuk en los territorios del Noroeste.
La zona es una llanura costera de bajo relieve. En el subsuelo está formado por una masa pantanosa espesa y permafrost en estado sólido, el cual se cubre de Termokarst en los meses de verano. En esta región no es difícil hallar cuñas de hielo o pingos como parte de la geología del terreno
En cuanto a la climatología, el clima templado del Ártico de los meses de verano (de finales de junio a agosto) permite el desarrollo de la flora junto con el deshielo. La humedad también influye en la zona, superando la ecorregión del Bajo Ártico que se extiende hasta Quebec.

## Flora y fauna

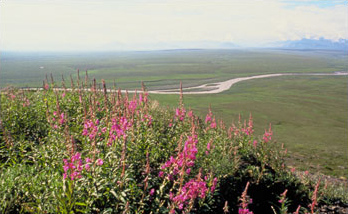
Vegetación de la tundra

La humedad de la zona favorece el crecimiento de varias especies vegetales. Predominan los juncos, hierba, musgo y liquen y lodazales cerca de la costa. También se hallan especies arbóreas como Abedules enanos, sauces, dryas del Labrador septentrional y alisos, las cuales crecen en las áreas más templadas de la región.
La fauna es habitual observar grandes hordas de caribúes en la costa, mientras que en el centro y oeste del ártico se hallan especies de caribúes de Grant. La isla de Banks es el hábitat para el buey almizclero. Otras especies mamíferas son los Lemminis, osos polares, morsas, belugas, liebre americana, liebre polar, zorros rojos, lobos grises ardillas y focas.
Las especies aviarias son frecuentes. Entre las especies acuáticas se hallan el ánsar nival, los eideres de anteojos, de Steller y el real y colimbos.
Otras áreas de importancia ornitológicas son el delta del río Colville, el lago Teshekpuk (dentro de la Reserva Nacional Petrolífera) y la laguna Kasegaluk, las cuales sirven de cría para la barnacla carinegra. Entre las aves depredadoras están el búho blanco, el cual se alimenta de aves acuáticas y roedores.

## Riesgos medioambientales y preserva
El 90% del hábitat natural permanece intacto a excepción de la cercanía con Barrow y las plataformas petrolíferas de Prudhoe Bay y Kuparuk, las cuales se extienden a lo largo de la costa con el consecuente riesgo para el Refugio de Fauna Salvaje del Ártico.